# The E.N.D. Summer 2010 Canadian Invasion Tour: Remix Collection
The E.N.D. Summer 2010 Canadian Invasion Tour: Remix Collection é um álbum de remixes do grupo The Black Eyed Peas. Foi lançado somente no iTunes do Canadá, durante a The E.N.D. World Tour no Canadá. O álbum apresenta remixes dos singles retirados de suas quinto álbum de estúdio The E.N.D.. Ele também possui um remix de "Let's Get It Started" tirado de seu terceiro álbum, Elephunk, o remix foi também é uma faixa bônus na edição de luxo de The E.N.D..

## Capa
A imagem da capa foi tirada durante o vídeo de Imma Be. É a primeira capa em 5 anos a apresentar o aspecto físico do grupo, sendo o último a capa do single Don't Lie, embora tenha mais tarde aparecido em forma de desenho animado na capa do single seguinte, "My Humps".

## Faixas
| N.º | Título                  | Produzido por                      | Duração |  |
| 1.  | "Rock That Body"        | Chris Lake                         | 5:53    |  |
| 2.  | "Boom Boom Wow"         | will.i.am                          | 4:11    |  |
| 3.  | "Boom Boom Guetta"      | David Guetta                       | 4:01    |  |
| 4.  | "I Gotta Feeling"       | David Guetta                       | 6:11    |  |
| 5.  | "I Gotta Feeling"       | Printz Board, Zuper Blahq          | 5:04    |  |
| 6.  | "I Gotta Feeling"       | Zuper Blahq                        | 5:48    |  |
| 7.  | "Imma Be"               | Wolfgang Gartner                   | 6:23    |  |
| 8.  | "Imma Be"               | Poet Name Life, DJ Ammo            | 4:41    |  |
| 9.  | "Rock That Body"        | Skrillex                           | 5:08    |  |
| 10. | "Rock That Body"        | Apl.de.ap, DJ Replay Jeepney Music | 4:41    |  |
| 11. | "Meet Me Halfway In 3D" | will.i.am                          | 5:39    |  |
| 12. | "Meet Me Halfway"       | DJ Ammo, Poet Name Life            | 5:25    |  |
| 13. | "Meet Me Halfway, Baby" | Printz Board                       | 5:21    |  |
| 14. | "Let's Get Re-Started"  | will.i.am                          | 2:57    |  |
| 15. | "Boom Boom Boom"        | DJ Ammo, Poet Name Life            | 5:47    |  |